# VAL (dúo musical)
VAL es un dúo musical bielorruso formado por la vocalista Valeria Gribusova y por el productor Vlad Pashkevich.

## Historia
El grupo VAL fue fundado a principios de 2016 por la vocalista Valeria Gribusova, así como por el músico y productor musical Vladislav Pashkevich (VP). Desde mediados de 2016, el proyecto comenzó a ser producido por el equipo de ToneTwins, que también incluye al músico y productor Andrei Katikov (Paul Kat), graduado de la universidad de música Berklee College of Music.
El 1 de mayo de 2016, VAL lanzó su sencillo debut, «Кто ты есть» (Quién eres), llevado a cabo por Valeria Gribusova y Vladislav Pashkevich. En septiembre de 2016, se lanzó el segundo sencillo, «Ветер во сне» (Viento en un sueño). Los autores de la canción fueron Andrei Katikov y Alexey Gordeev. El 1 de enero de 2017, se lanzó el vídeo debut del sencillo «Ветер во сне».
El 28 de febrero de 2020, el grupo ganó la final nacional bielorrusa para representar a su país en el Festival de Eurovisión 2020. Sin embargo, el festival fue cancelado debido a la pandemia de COVID-19.

## Miembros
- Valeria Gribusova: Cantante, compositora y bailarina.
- Vladislav Pashkevich: Productor musical, compositor y multiinstrumentista.

## Discografía

### Sencillos
- 2016 – «Кто ты есть» (Quién eres)
- 2016 – «Ветер во сне» (Viento en un sueño)
- 2020 – «Да вiдна» (Antes del amanecer)

### Álbumes
| Título                          | Detalles                                                                 |
| ------------------------------- | ------------------------------------------------------------------------ |
| «В моей комнате» (En mi cuarto) | - Lanzamiento: 1 de mayo de 2017 - Discográfica: ToneTwins - Formato: CD |

## Videoclips
| Título                              | Año  | Director        | Referencia |
| ----------------------------------- | ---- | --------------- | ---------- |
| «Ветер во сне» (Viento en un sueño) | 2016 | Denis Pasternak | [ 5 ]      |